# Rússia no Festival Eurovisão da Canção 2010
A Rússia tornou-se como país confirmado para o Festival Eurovisão da Canção 2010, a 1 de Dezembro de 2009. O país foi anfitrião do festival de 2009, depois da vitória de Dima Bilan em 2008, em Belgrado.

## Selecção Nacional
Em 2010, a Rússia voltará a utilizar o modelo de selecção realizado em 2008, sendo a final do mesmo, em Fevereiro ou Março de 2010.